# Coja usted el siguiente
Coja usted el siguiente es un cortometraje estrenado en 1986 dirigido por Pello Varela.
Se rodó en diferentes lugares de Álava: Marieta, Araya, Zalduendo y en la Cueva Asunkorta. Fue Seleccionado en la XXVI edición del Festival Internacional de Cine de San Sebastián, en Alcalá de Henares y en IMAGFIC.
Estuvo un año entero en las pantallas de los cines Alphaville de Madrid.

## Sinopsis
Beñat era uno de esos curas de la región del País Vasco de mediados del siglo XVIII que acudían anualmente a una cueva apartada en la montaña, donde recibían las enseñanzas que impartía un extraño catedrático de Teología, siendo el precio de la matrícula un tributo difícil de imaginar.
- Datos: Q2878128